# A Little Ain’t Enough
A Little Ain’t Enough ist das dritte Studioalbum von David Lee Roth.

## Entstehungsgeschichte
Nachdem Roth mit dem selbst produzierten Album Skyscraper nicht denselben Erfolg erzielen konnte wie mit seinem Debütalbum Eat ’Em and Smile, gab er die Produktion wieder in die Hände eines Außenstehenden und engagierte Bob Rock, der bereits erfolgreich mit Mötley Crüe (Dr. Feelgood) zusammengearbeitet hatte, für die Aufgabe, die Aufnahmen zu betreuen.
Steve Vai war nach der Skyscraper-Tournee zu Whitesnake gegangen, und Billy Sheehan war ausgestiegen, um Mr. Big zu gründen, sodass Roth sich auch um neue Musiker kümmern musste. Er entschied sich, statt mit einem einzelnen Gitarristen die Lead- und Rhythmusparts zu trennen und engagierte Jason Becker und Steve Hunter als Gitarristen für die Band. Nachfolger von Billy Sheehan wurde Matt Bissonette, der Bruder des Roth-Schlagzeugers Gregg Bissonette. Brett Tuggle, der bereits auf Skyscraper Keyboard gespielt hatte, wurde nun fest aufgenommen.
Die Aufnahmen fanden in Bruce Fairbairns Little Mountain Sound Studios in Vancouver (British Columbia, Kanada) statt; Toningenieure für das Album waren Randy Staub, Chris Taylor und Brian Dobbs. Neben den Musikern der Band nahm auch eine Bläsergruppe daran teil. Im Gegensatz zu Roth’ erstem Album enthielt A Little Ain’t Enough keine Coverversion.
Am Songwriting für das Album wurden diesmal auch außenstehende Musiker beteiligt, unter anderem Robbie Nevil und der ehemalige Dio-Gitarrist Craig Goldy.
Jason Becker konnte, nachdem bei ihm ALS diagnostiziert wurde, nicht mehr an der Tournee zum Album teilnehmen und schied aus der Gruppe aus.
Auf MTV USA war die Single A Lil’ Ain’t Enough kurze Zeit relativ erfolgreich, da der Videoclip, der spärlich bekleidete Frauen und seltsam angezogene Kleinwüchsige zeigte, Aufsehen erregte und kontrovers diskutiert wurde. Er wurde deshalb recht schnell aus dem Programm des Senders genommen.

## Titelliste
1. A Lil’ Ain’t Enough  (Nevil, Roth) – 4:41
2. Shoot It (Bissonette, Nevil, Roth, Tuggle) – 4:13
3. Lady Luck (Goldy, Roth) – 4:41
4. Hammerhead Shark (Lowen, Roth, Sturges) – 3:34
5. Tell The Truth (Hunter, Roth, Tuggle) – 5:18
6. Baby’s On Fire (Hunter, Roth, Tuggle) – 3:22
7. 40 Below (Hunter, Roth, Tuggle) – 4:54
8. Sensible Shoes (Morgan, Roth, Sturges) – 5:09
9. Last Call (Bissonette, Bissonette, Ritchotte, Roth, Tuggle) – 3:22
10. The Dogtown Shuffle (Hunter, Roth, Tuggle) – 4:58
11. It’s Showtime! (Becker, Roth) – 3:46
12. Drop In The Bucket (Becker, Roth) – 5:07

## Beteiligte Musiker
- David Lee Roth – harmonica, vocals, concept
- Jason Becker – Gitarre
- Steve Hunter – Gitarre
- Gregg Bissonette – Schlagzeug
- Matt Bissonette – Bass
- Paul Baron – Bläser
- Derry Byrne – Bläser
- Tom Keenlyside – Bläser
- Ian Putz – Bläser

## Charts und Auszeichnungen
A Little Ain’t Enough erreichte Platz 18 der Billboard 200, die Singles (Sensible Shoes, Tell the Truth und A lil’ Ain’t Enough) konnten sich nur in den Mainstream Rock Charts, aber nicht in den Billboard Hot 100 etablieren. Das Album wurde am 11. April 1991 in den USA mit einer Goldenen Schallplatte ausgezeichnet.